# Paul Knibbe
Paul Knibbe (Tielt, ca. 1538 – Londen, 8 oktober 1592), ook Knibbius, was een medewerker van Willem van Oranje.

## Levensloop
De familietraditie vertelde dat omstreeks 1170, Harrard (of Everard) Knibbe, een neef van de heilige martelaar Thomas van Kantelberg, met hem in ballingschap was vertrokken naar het Brugse Vrije, er in Alveringem trouwde met de erfdochter van Justinus van Amacker, heer van Solkenswerve en de stamvader werd van de Vlaamse familie Knibbe. Nazaten werden als ridder Knibbe vermeld en Jan Knibbe was schepen van het Brugse Vrije in 1454.
Paul Knibbe was in 1560 student aan het Latijnse gymnasium (Schola Tigurina) in Zürich. De school werd geleid door Heinrich Bullinger (1504-1575), die aan het hoofd stond van de gereformeerde kerk in Zürich, als opvolger van Ulrich Zwingli (1484-1531). Einde 1563 reisde Knibbe naar Genève om er Johannes Calvijn en Theodore Beza te ontmoeten en er de kerkelijke organisatie in Genève te leren kennen. In 1564 verbleef hij in Frankenthal, een gebied waar veel Vlaamse geloofsvluchtelingen zich hadden in veiligheid gesteld. Van daaruit schreef hij naar zijn leermeester Bullinger om hem te vertellen over het onderhoud dat hij in Frankfurt am Main had met Bernardino Ochino (1487-1564) de Italiaanse hervormer, die hem had toevertrouwd dat hij geen papist wilde zijn, maar ook geen calvinist of bullingerist.
In 1565 verbleef Knibbe in Heidelberg als hulpleraar in het Collegium Sapientiae. In 1566 reisde hij door het Duitse Rijk als compagnon van een rijke jonge Duitser. In 1567 trok hij naar Orléans om er bibliothecaris van de Duitse natie te worden aan de universiteit. Op 1 mei 1568 moest hij, samen met de leden van de Duitse natie, Orléans verlaten, als gevolg van godsdiensttroebelen.
In 1570 werd hij door Datheen gevraagd de leiding te willen nemen van de gereformeerde kerk in Keulen, maar hij ging daar niet op in. Hij trok naar Valence en schreef zich in aan de universiteit, waar hij op 2 augustus 1573 promoveerde tot doctor in de rechten. Daarop ging hij met enkele compagnons op reis in Italië. Hij bezocht Rome en Napels en legde een verzameling aan van Romeinse opschriften. Vervolgens trok hij op bedevaart naar Jeruzalem, samen met de Deense edelman Benedict von Ahlefeldt (1546-1606). Hij werd onder meer gesignaleerd in Constantinopel en, op de terugweg, in Malta.
In september 1577 nam hij deel aan een door paltsgraaf Johan-Casimir in Frankfurt georganiseerd convent met als doel een gematigd pro-calvinistisch eenheidsfront te vormen. Leraren en staatslieden uit Duitsland, Polen, Frankrijk en de Nederlanden namen deel. Ze besloten onder meer gezanten te sturen naar de vorsten van Brandenburg en Saksen met de vraag om zich bij hen en hun Confessio Harmonionum aan te sluiten en niet akkoord te gaan met de Formula Concordiae, een manifest dat een radicaal lutheranisme voorstond. Het gezantschap bestond uit de Engelsman Robert Beale (1541-1601) en Paul Knibbe. Ze hadden weinig succes.

## Bij Willem van Oranje
In 1578 trad Knibbe toe tot de domeinraad, de beheerder van de privégoederen van Willem van Oranje. In juli 1578 wilde men in Gent dat hij pensionaris in het bestuur van de calvinistische republiek zou worden, maar hij verkoos raadsheer bij Willem te blijven. In die zijn naam reisde hij onder meer in oktober 1578 naar Brugge, om er het calvinistisch bestuur tot matigheid aan te zetten en niet over te gaan tot het verdrijven van de predikheren. Hij kon het niet beletten, alleen maar wat doen uitstellen.
Knibbe bleef hoofdzakelijk in de onmiddellijke nabijheid van Willem van Oranje. In 1579 was hij met hem in Antwerpen, waar hij onder meer de voormalige Bruggeling Bonaventura Vulcanius (1538-1614) ontmoette. Het jaar daarop trouwde hij met Anna van Meetkerke, een dochter van de gereformeerde Adolf van Meetkerke en zijn echtgenote Jacoba de Cerf. Langs de familie de Cerf werd hij daardoor verwant met Filips van Marnix van Sint-Aldegonde, zijn collega in de domeinraad, van wie een grootmoeder een de Cerf was. In dienst van Willem ging Knibbe bij de Raad van Vlaanderen standpunten verdedigen. In 1582, nadat Willem een eerste maal ernstig verwond werd door de aanslag van Jean Jaureguy, stuurde Knibbe een gezondheidsbulletin naar Lucas de Heere (1534-1584) in Gent. Eenmaal kwam hij nog in Brugge tussen, kort voor de stad weer naar de Spanjaarden overging. Het was toen om enkele calvinistische predikanten te verhoren en te berispen omdat ze onvoldoende inzet betoonden.

## Na Willem van Oranje
Na de geslaagde moordaanslag op Willem, werd Knibbe op 12 maart 1585 baljuw van Vlissingen. Hij was er niet zeer gelukkig en zocht naar een nieuwe carrière. Dankzij zijn Engelse relaties en die van zijn schoonvader, onder meer met minister en 'spymaster' Francis Walsingham (1533-1590), kon hij secretaris worden van de Engelse Merchant Adventurers, die zich in het Duitse Rijk, meer bepaald in de Hanzestad Stade hadden teruggetrokken. Hij kwam in mei 1589 in Bremen aan, maar wijzigde zijn plannen. Hij reisde door naar Kopenhagen en slaagde erin zich te laten benoemen in de Duitse kanselarij voor Schleswig-Holstein, waarvan de Deense koning de hertog was. Knibbe werd vlug een vertrouweling. Toen prinses Anne, dochter van koning Frederik II van Denemarken, trouwde met Jacobus VI, koning van Schotland, scheepte Knibbe mee in als begeleider om het veertienjarige meisje naar haar nieuwe vaderland te brengen. De reis mislukte door een storm, het schip strandde aan de Noorse kust en uiteindelijk was het de Schotse koning die zijn bruid kwam ophalen.
Als vertrouweling van de Deense koning, vervulde Knibbe verschillende zendingen in Schotland gedurende de jaren 1590 en 1591. In juli 1592 bood hij aan koningin Elisabeth I zijn geloofsbrieven aan als ambassadeur van Denemarken. Niet voor lang, want Knibbe werd enkele weken later ernstig ziek en overleed. Hij werd bijgezet in het graf van Margaretha van Lichtervelde, de tweede echtgenote van zijn schoonvader Adolf van Meetkerke. Adolf was zelf het jaar voordien in Londen gestorven. De weduwe Knibbe, Anna van Meetkerke, verzaakte aan het hervormde geloof en ging in het katholieke Brugge wonen, waar ze in 1625 overleed. Ze werd begraven in het graf van de familie de Cerf, in de kerk van de Brugse arme klaren.
Het echtpaar Paul Knibbe-van Meetkerke had vijf kinderen, onder wie Louisa Knibbe (†1644), die in 1610 intrad bij de Brugse arme klaren; Paul Knibbe (†1623), heer van Meetkerke, ontvanger van belastingen voor het Brugse Vrije; Sophie Knibbe (1591-1653), die trouwde met Charles De Groote (†1637), burgemeester van het Brugse Vrije. Deze drie kinderen (de twee andere waren wellicht vroeg overleden) keerden dus, zoals hun moeder, terug naar de Zuidelijke Nederlanden, naar het katholiek geloof en naar het herwinnen van hun domaniale goederen en heerlijkheden. De laatste naamdrager, Joris Knibbe, overleed in Brugge in 1658.